# 乌尼昂-达维多利亚
乌尼昂-达维多利亚是巴西巴拉那州的一个市镇。总面积720.005平方公里，总人口53048人，人口密度73.7人/平方公里。